# Karl Heinrich Lange

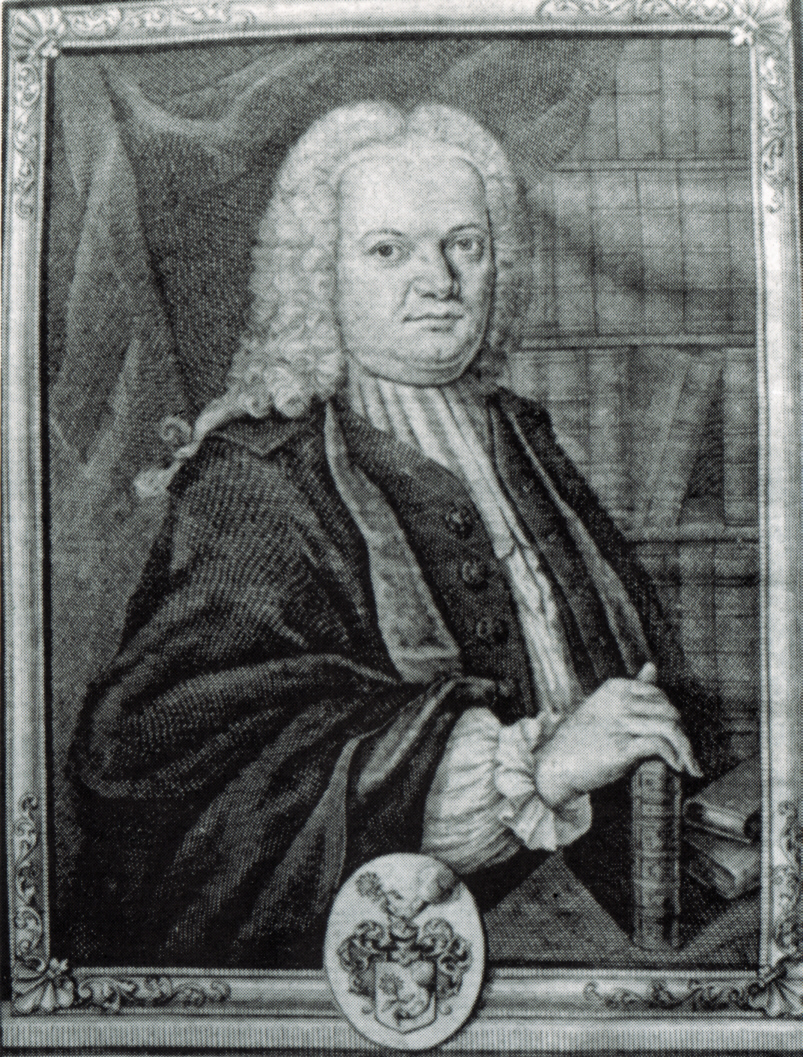
Karl Heinrich Lange, zeitgenössischer Kupferstich

Karl Heinrich Lange (auch Carl Heinrich/Hinrich Lange; * 9. September 1703 in Juliusburg im Fürstentum Oels, dem heutigen Dobroszyce; † 17. Februar 1753 in Lübeck) war ein deutscher lutherischer Theologe, Pädagoge, Bibliothekar und Kirchenlieddichter.

## Leben
Langes Vater Martin Lange war Ratsherr und Küchen- und Kellermeister bei Herzogin Anna Sophia von Bernstadt-Juliusburg, der Witwe von Herzog Julius Siegmund (Württemberg-Juliusburg). Karl Heinrich besuchte die Juliusburger Stadtschule und darauf ab 1717 das Elisabeth-Gymnasium in Breslau. Ab 1720 studierte er an der Universität Jena Theologie. 1725 wurde er Magister und hielt Privatvorlesungen über Poetik. Er trat der deutschen Gesellschaft in Leipzig und der lateinischen Gesellschaft in Jena bei. Nach einer längeren Reise, die ihn 1726 auch nach Wolfenbüttel führte, wo er vor dem Herzog predigte und Johann Lorenz von Mosheim kennenlernte, wurde er 1728 an das Katharineum nach Lübeck berufen. Hier war er zunächst Assistent des Subrektors und Bibliothekars Zacharias Stampeel und erhielt nach dessen Tod 1731 diese Stelle. 1739 wurde er zum Conrector befördert. Er starb früh, noch nicht 50 Jahre alt.
Als Dichter sowohl in der lateinischen als auch in der deutschen Sprache hat er sich in weiten Kreisen bekannt gemacht; besonders sind zu nennen seine Hundert geistlichen Oden, Lübeck 1731, aus welchen einige Lieder in Gemeindegesangbücher aufgenommen wurden; so z. B. sein Lied: Gelobet sei Gott, unser Schild. 1741 verfasste er den Text zu den Abendmusiken in der Marienkirche, der von Johann Paul Kunzen vertont wurde. Aus den Jahren 1727 bis 1748 sind 19 Briefe von ihm an Johann Christoph Gottsched erhalten.
Seit 1729 war er mit Maria Hedwig Stampeel (1703–1780) verheiratet. Die Ehe blieb kinderlos. Das Paar wurde in einer von Lange 1738 erworbenen Grabkapelle zwischen den Turmpfeilern der Maria-Magdalenenkirche (Burgkirche), Lübeck beigesetzt.
Seine Bibliothek von über 1000 Bänden vermachte Lange der Stadtbibliothek.

## Werke
- Nicodemus Frischlinus vita, fama, scriptis ac vitae exitu memorabilis recencuit, illustravit atque cum praefatione Moshemii edidit. Braunschweig und Leipzig: Jacob Renger 1727 (Digitalisat des Exemplars der Bayerischen Staatsbibliothek).
- De immunitate civis romani a certis poenis. Jena 1728.
- Kurze Anleitung zu der rechten und eigentlichen Art einen deutlichen und geschickten Periodum zu schreiben. Lübeck: Willers [ca. 1730].
- Hundert geistliche Oden. Lübeck 1731.
- Geistliche Reden über wichtige Sprüche Heiliger Schrift. Mit einer Vorrede Johann Lorenz von Mosheims. Lübeck: J. Schmidt 1732.
- Das göttliche Gerichte über die von Ahab und Isebel Wider den Naboth ausgeübte Tyranney wird aus dem XXI. Cap. des 1. Buchs der Könige unter göttlichem Seegen In der gewöhnlichen Abend-Music In der Haupt-Kirchen zu St. Marien in diesem 1741. Jahre vorgestellet werden. Lübeck: Willers 1741.
- Laurentii Rhodomanni ... vita. Lübeck: Jonas Schmidt 1741 (Digitalisat des Exemplars der Bayerischen Staatsbibliothek).